# Eupronotius scaposus
Eupronotius scaposus är en stekelart som beskrevs av Boucek 1988. Eupronotius scaposus ingår i släktet Eupronotius och familjen finglanssteklar. Inga underarter finns listade i Catalogue of Life.